# دالیا مجاهد

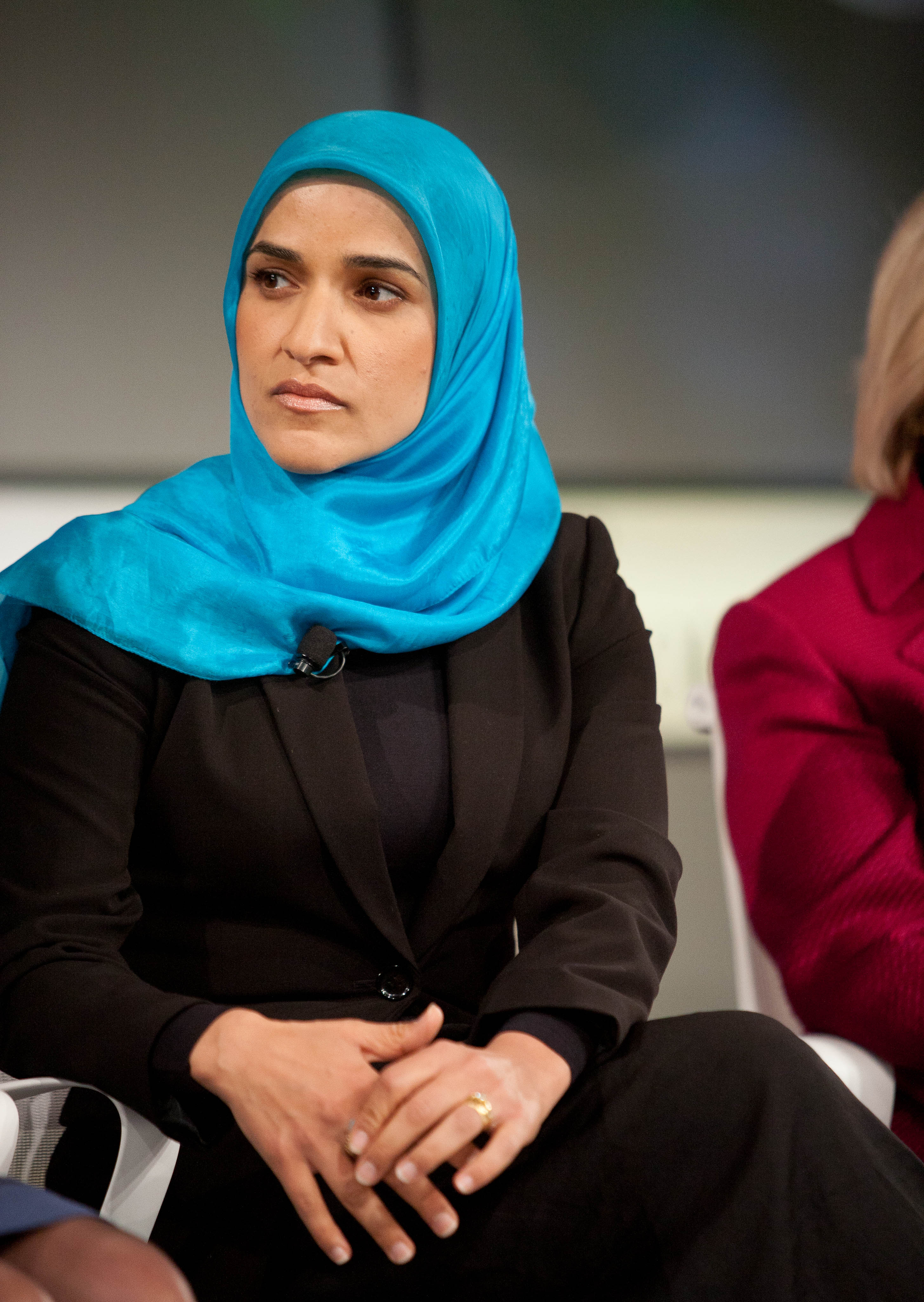
دالیا مجاهد

دالیا مجاهد (زاده ۱۹۷۴ مصر) پژوهشگر آمریکایی مصری‌تبار و یکی از مشاوران باراک اوباما، رئیس‌جمهور ایالات متحده آمریکا است.

## زندگی‌نامه
دالیا مجاهد در سال ۱۹۷۴ میلادی در ناحیه سیده زینب قاهره دیده به جهان گشود. تحصیلاتش را در مصر ادامه داد و به امریکا مهاجرت کرد. او در دانشگاه ویسکانسین-مدیسن فارغ‌التحصیل شد و در چند مؤسسه به فعالیت پرداخت. در سال ۲۰۰۹ به کاخ سفید راه یافت و به عنوان مشاور اوباما فعالیت می‌کند. شوهر دالیا، محمد نام دارد و دو فرزند به نام‌های طارق و جبرئیل دارند که در واشنگتن زندگی می‌کند. دالیا در سال ۲۰۱۲ سومین زن از میان ۱۰۰ زن قدرتمند عرب برگزیده شد.